# Albert Lynch
Alberto Fernando Lynch (Trujillo, Perú, 1861-Mónaco, 20 de marzo de 1950), conocido como  Albert Lynch, fue un pintor peruano-alemán, que desarrolló gran parte de su carrera artística en Francia.

## Biografía
Es hijo del peruano Diego Lynch y la peruana con ascendencia alemana Adèle Koeffler. Alberto Fernando se bautizó, según registro del reino de Baviera, el 21 de marzo de 1861 y falleció en Mónaco conforme se lee en la partida del 20 de marzo de 1950. Según la escritora Marie Robinson Wright (1866-1914) en su libro: “El Antiguo y el Nuevo Perú”, editado en 1908, en la página 230, del PDF, dice: «…Albert Lynch, también peruano, natural de Trujillo, está entre los famosos pintores de la capital francesa...y en los círculos artísticos de Europa, especialmente en Roma y París...» . A Lynch se le encuentra, siempre como peruano, en catálogos e importantes enciclopedias mundiales entre ellas en Bénézit que lo da, erróneamente, en su última versión del 2006, con los años 1851-1912.
Se lee en abundantes antiguos textos «…Comenzó estudiando en el taller de Leonardo Barbieri en Lima…». En 1878 se estableció en París, estudió con William Bouguerau (1825-1905) y en la Escuela de las Bellas Artes de París, y en los talleres de Gabriel Ferrier (1847-1914); Jules Noël (1810-1881) y con Henri Lehmann (1814-1882).
En 1890 ya competía en los salones con los artistas franceses. Por su tesonera labor, y trabajando en todas las técnicas de la pintura se le consideró expositor "Fuera de Concurso" en los salones franceses. Obtuvo distinciones: Tercera Medalla, Salón Francés, 1890; Medalla de Primera Clase, París, 1892; Medalla de Oro en la Exposición Universal de París, por el cambio al siglo XX, 1900; nombrado Caballero de la Legión de Honor. En 1901, otorgándole la Cruz en el grado de Oficial; Premio en los Estados Unidos.
En la Universal de París de 1900, recibió la medalla de oro, junto al pintor húngaro Philip de László, quien recibió la Grand Gold Medal por un retrato del papa León XIII. 
Lynch se especializó en la ilustración de libros y revistas, entre ellas: Le Père Goriot o Papá Goriot de Honoré de Balzac con 10 composiciones, París 1885; La Francesa del Siglo, de Octave Uzanne, edición de París 1886, con 30 acuarelas. Colaboró en la misma época que Toulouse Lautrec en Le Figaro Illustré, Lynch lo hizo entre 1887 y 1903; también se lucen sus 28 grabados en, Jacqqueline, de Therese Bentzon editado en París 1893; La dama de las camelias de Alexandre Dumas hijo (1824-1895) editadas en 1885 y 1886. La Parisienne de Henry Becque. También Ilustró varias revistas norteamericanas. 

## Importancia

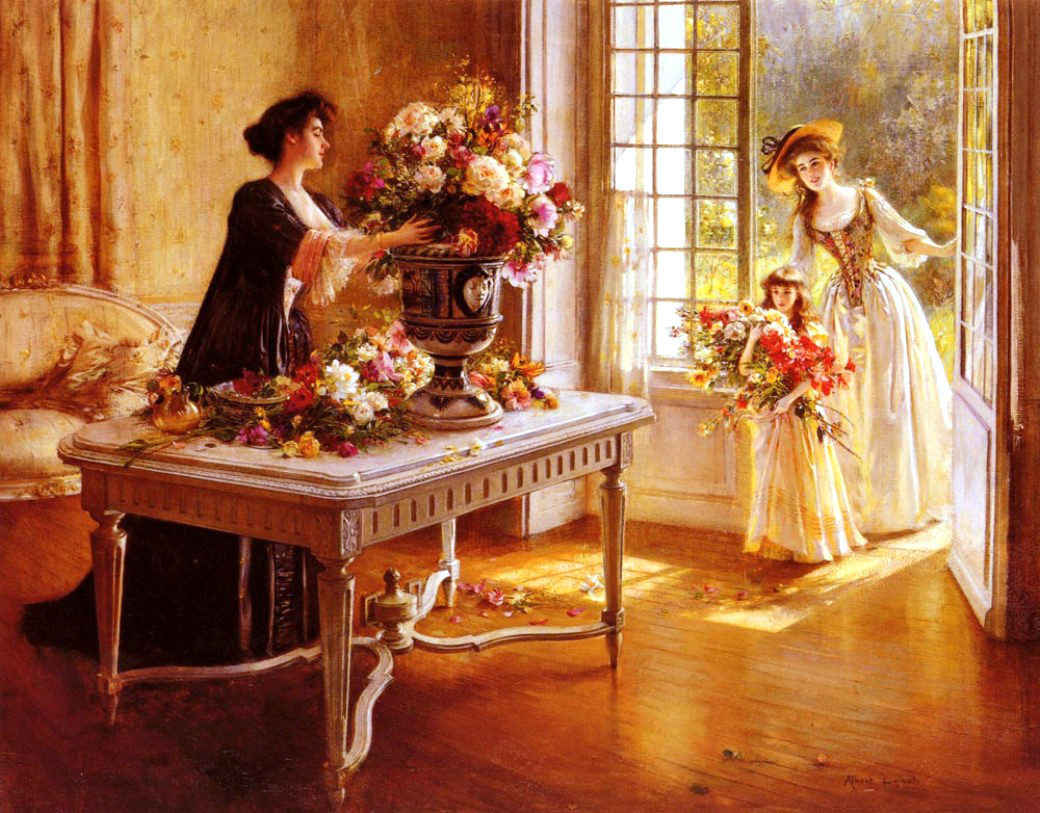
Fraiches du jardin.

Su obra está catalogada en la Belle Époque se le considera como un exponente con tendencia romántica. Sus pinturas son tiernas, elegantes, finas, y luminosas. Las damas que pintó siempre lucieron finas blondas y elegantes vestidos. Lynch viajó a los Estados Unidos en varias oportunidades, en enero de 1896 según registro de aduana se identificó como peruano, ser pintor y de 35 años de edad, lo que da el año 1861. Se casó con Victoria Boucoumel el 18 de octubre de 1896, ese mismo año volvió a USA el 9 de noviembre ahí declaró en la aduana 36 años lo que vuelve a dar 1861. Regresó a EE. UU. en 1900 días antes de la inauguración de la Universal de París, como uno de los seis representantes del Pabellón Peruano. En una larga entrevista para el Chicago Tribune —nota de Arte— de 4 de abril de 1900. Se lee: «Albert Lynch, cuyo arribo a Chicago ha sido anunciado para cumplir con encargos de retratos». ...El Sr. Lynch dice: «...Mi objetivo es la ausencia de toda explicación anecdótica. Un trabajo debe hablar por sí mismo, no por la pequeña historia que relata. El sencillo encanto de luz, color y armonía de formas es un vasto campo, y deberían bastar para la expresión artística de una idea...».  Aunque el abuelo y bisabuelo del Sr. Lynch fueron pintores él no cree en la herencia, sí, en el ambiente artístico. Comenzó sus estudios de arte a los 18 años dibujando una escultura del Museo del Louvre, en París... a una pregunta del periodista acerca de la pintura de 1900,  Lynch declaró: «...Yo creo que las más modernas tendencias de pintura no pueden romperse en bruscamente con la de los viejos maestros. El desarrollo del arte es paralelo con la de la humanidad, y forma una cadena, cada eslabón está atado con el que le precede...»
En 1920, el escultor peruano José M. Huerta en un artículo de la Revista de la Sociedad de Bellas Artes, escribió: «... El maestro tiene su fama cimentada y su gloriosa ancianidad empezada, proclama la energía de carácter, a través de las rudas jornadas de iniciación; trabajó hasta imponerse como artista que honra la pictórica y la patria en que nació. Peruano ahora y para la posteridad...»
Albert Lynch perteneció a una generación de artistas peruanos que fueron a estudiar a Europa, solo volvieron tres, uno de ellos fue Daniel Hernández Morillo, lo hizo en 1918 para ser Director de la Escuela de Bellas Artes de Lima. 
Siempre firmó, como: A Lynch o Albert Lynch pocas veces fechó, existe una sanguina dedicada, firmada y fechada en 1947, tres años antes de su fallecimiento.
Su obra, en el siglo XXI, figura constantemente en subastas de las importantes casas de remate obteniendo excelente cotización.

## Galería

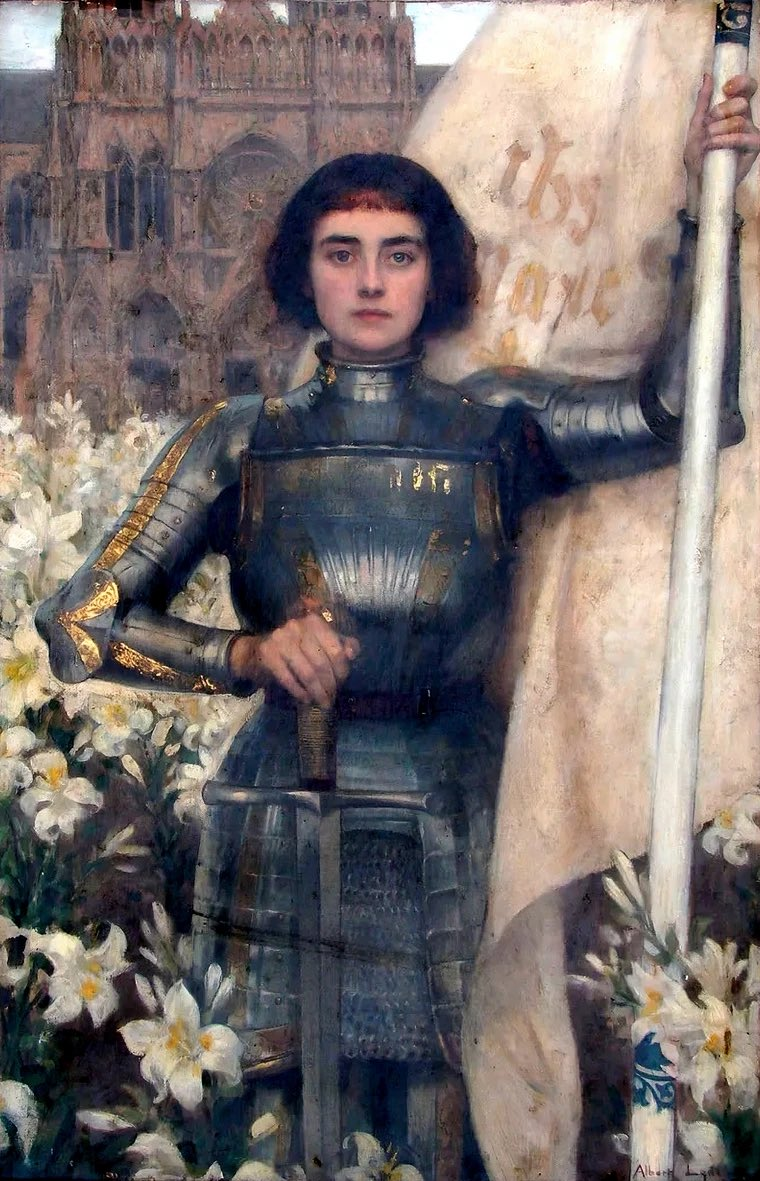
Jeanne d'Arc (Juana de Arco)
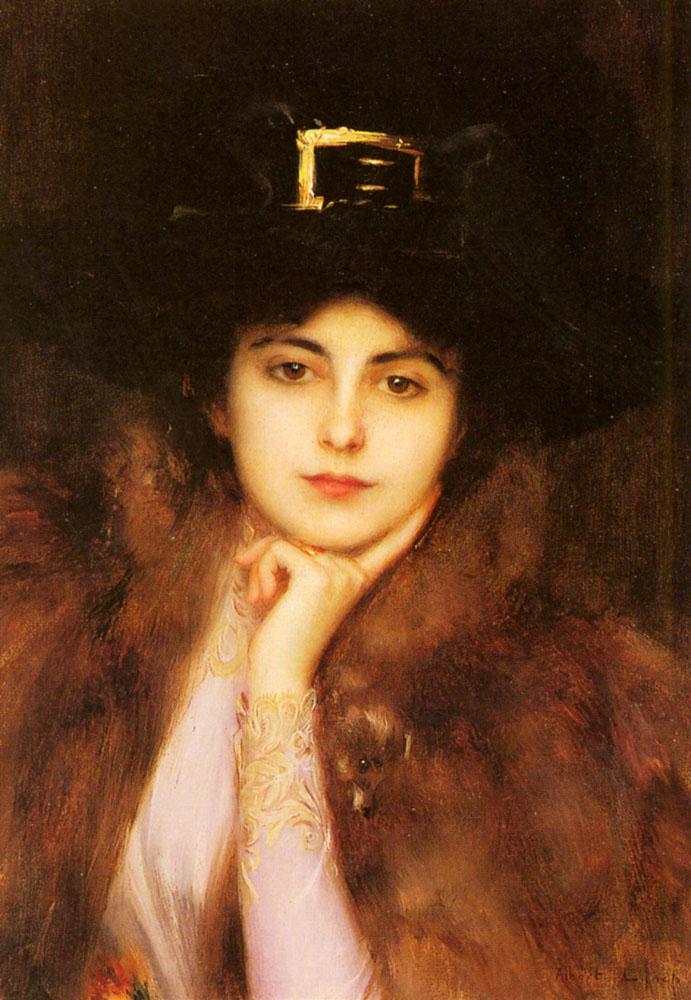
Portrait Of An Elegant Lady
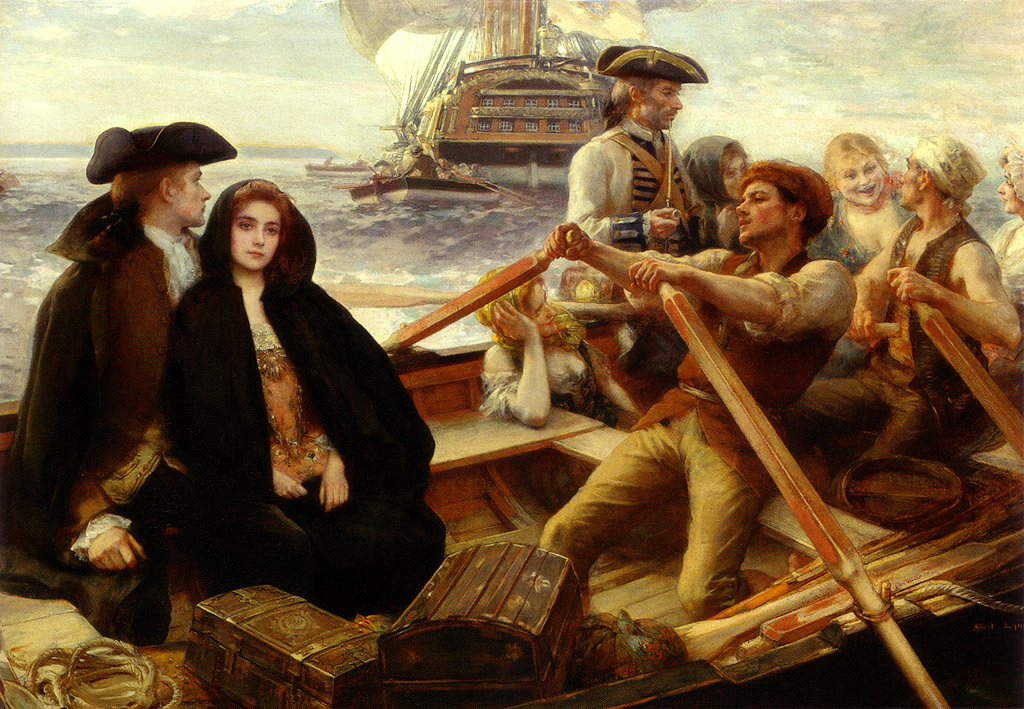
The Jolly Boat
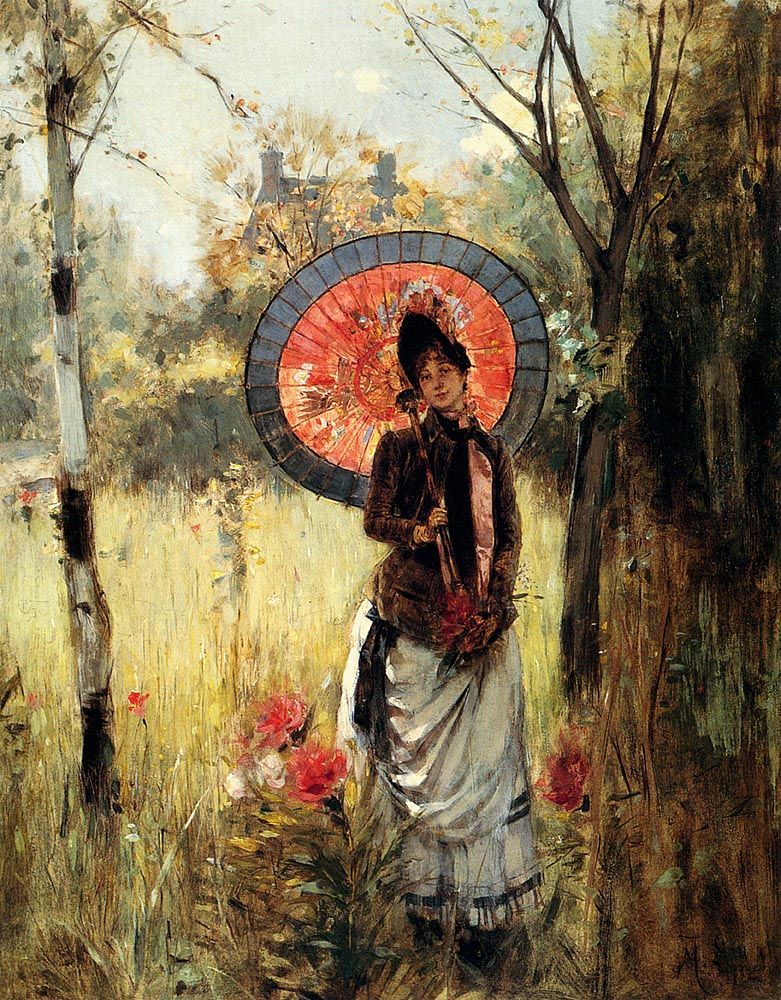
A Summer Stroll
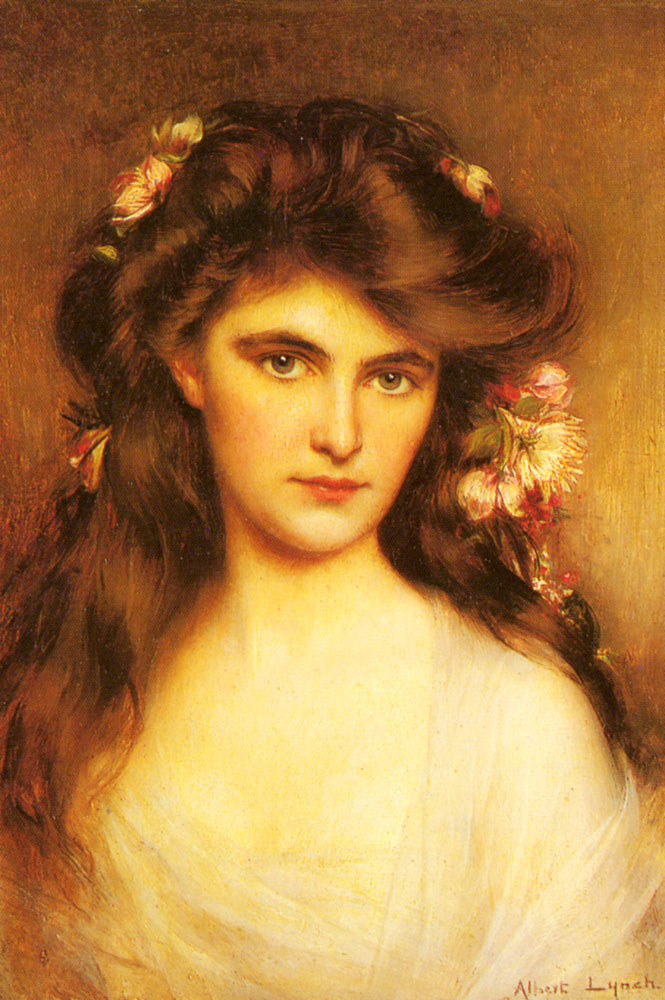
A Young Beauty With Flowers In Her Hair
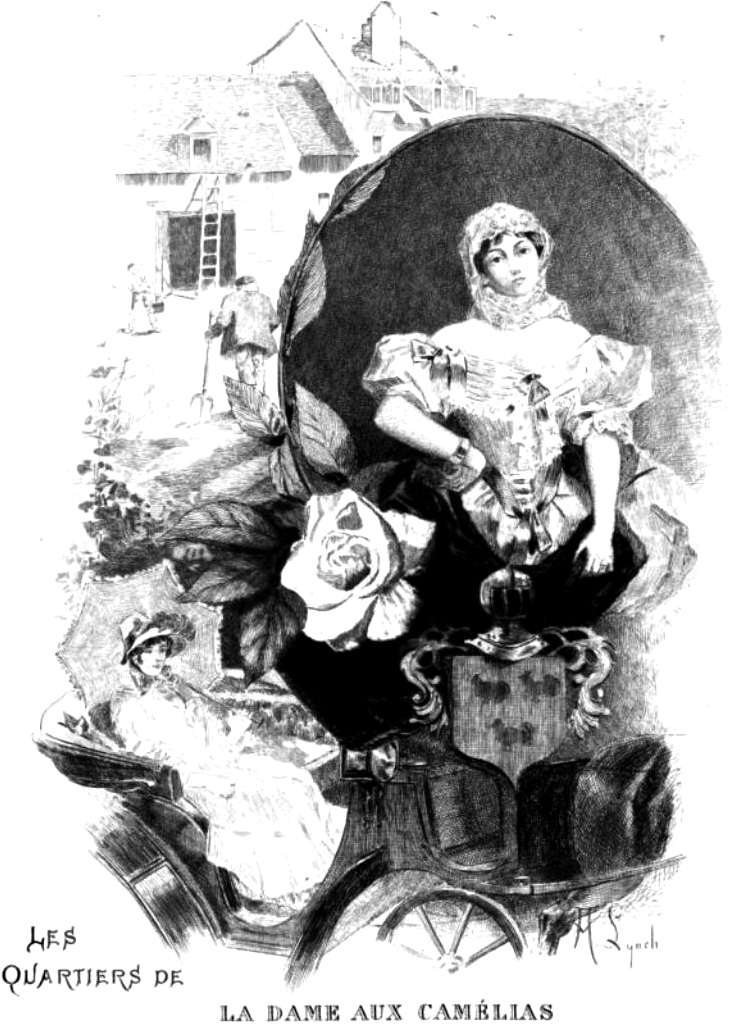
La couverture de La Dame aux camélias
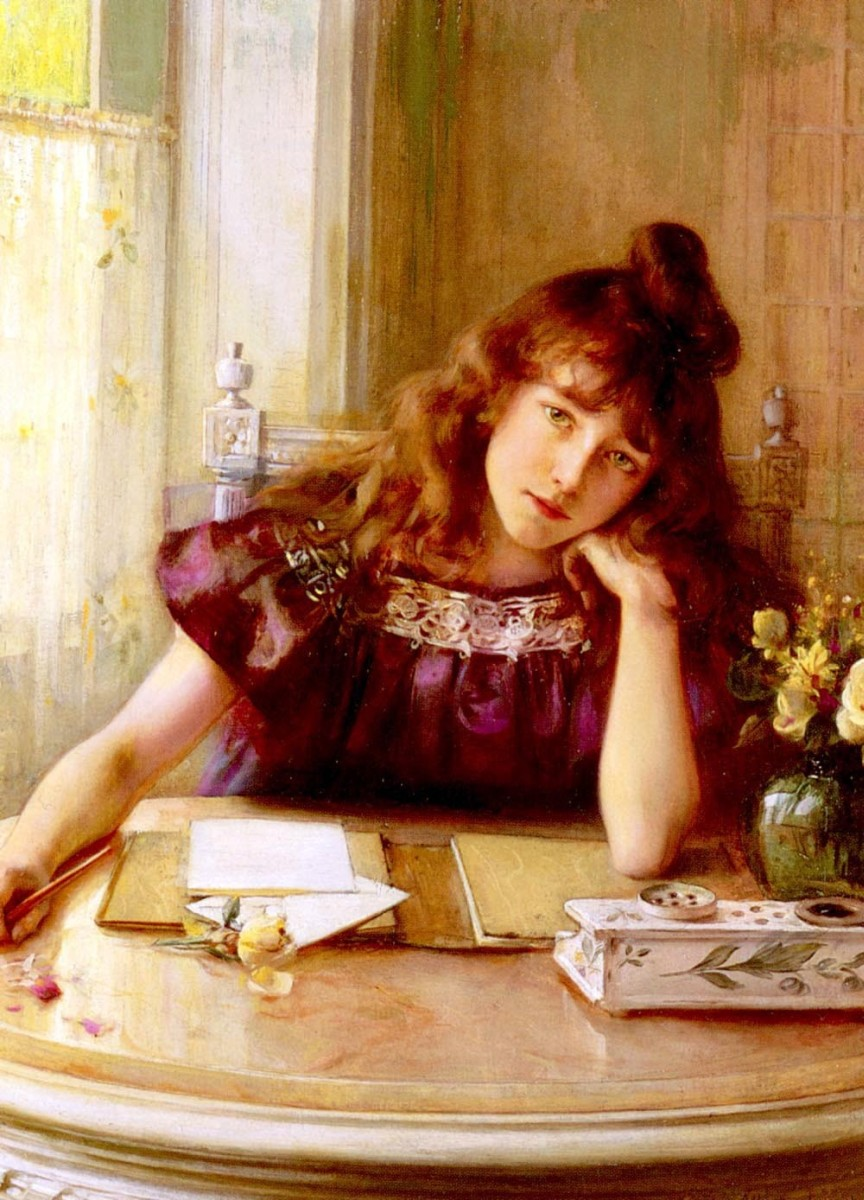
La lettre
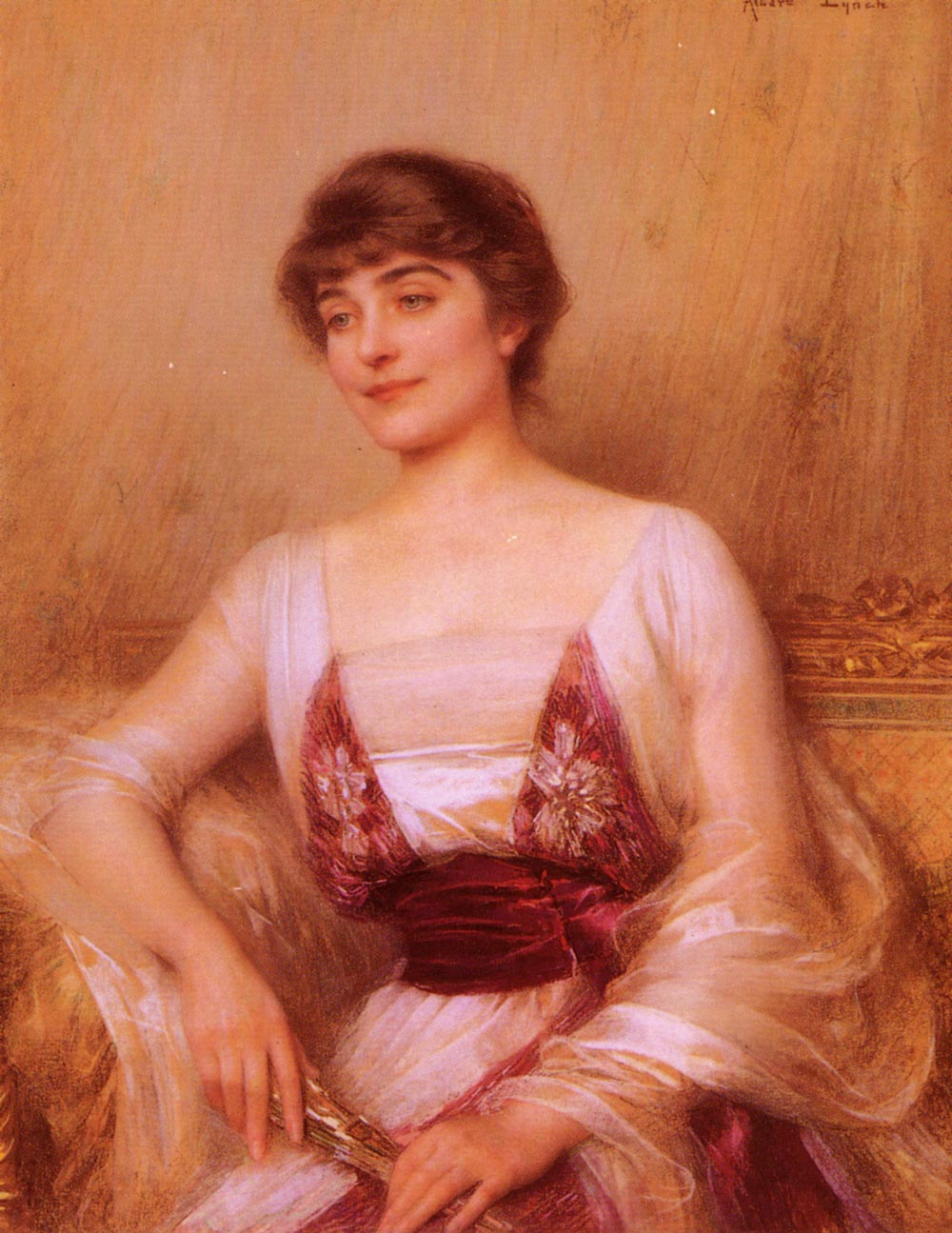
Dame à l'éventail (Dama con abanico)
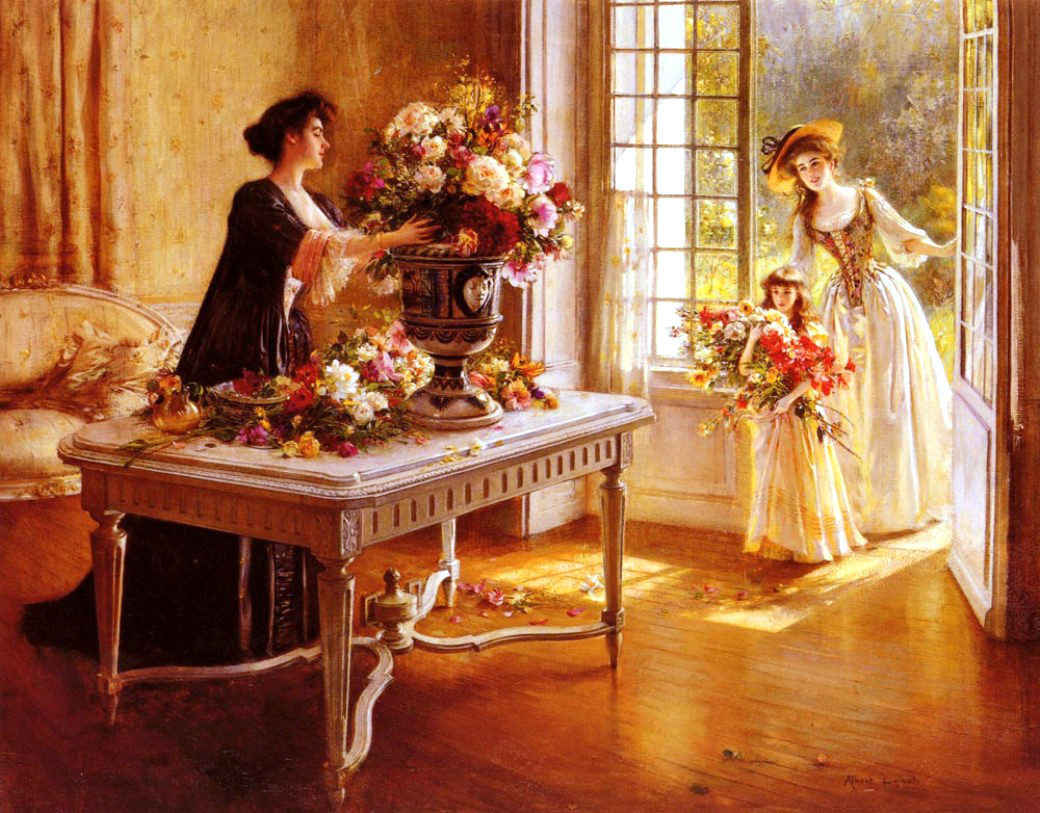
Fraiches du jardin
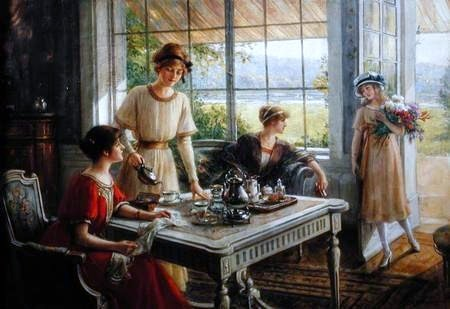
Femmes prenant le thé
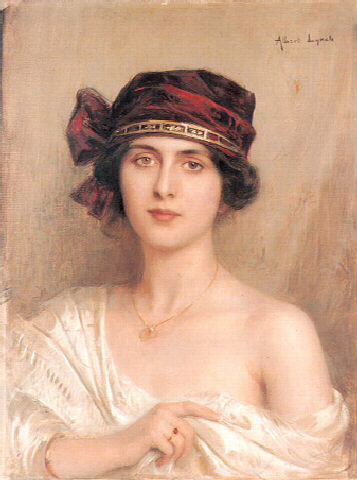
Portrait d'une jeune femme
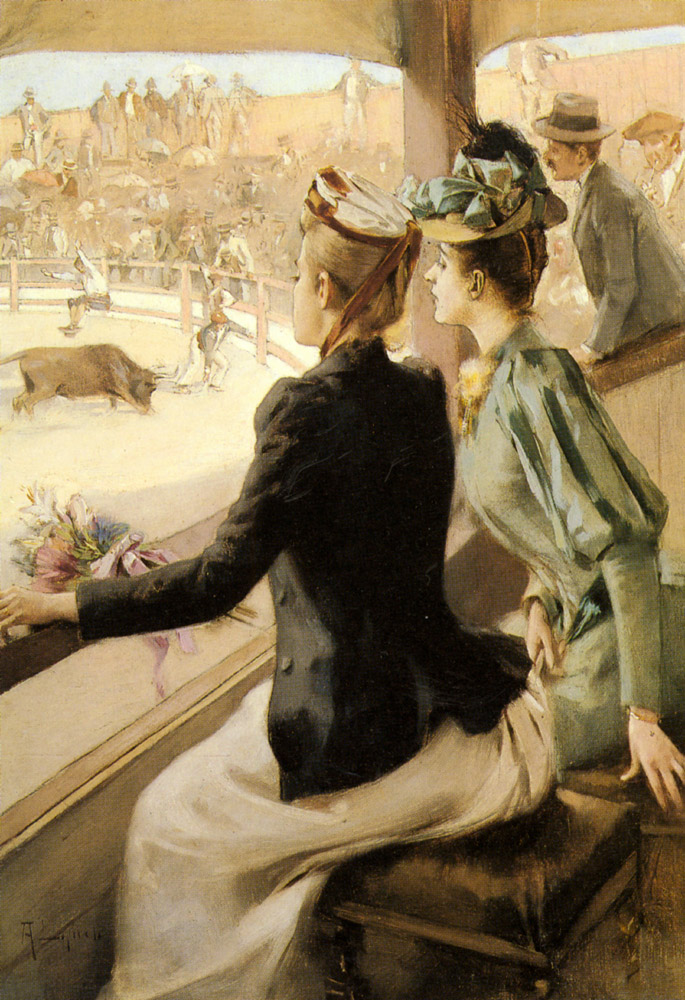
À la corrida
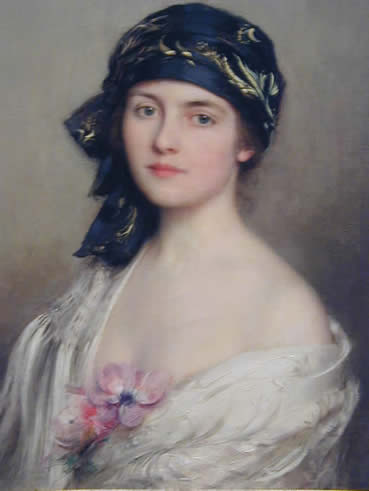
Femme au turban noir